# 詐欺遊戲 (日本電視劇)
《詐欺遊戲》（LIAR GAME）是根據日本漫畫家甲斐谷忍原作的同名漫畫改編的電視劇，第一季由2007年4月14日起在富士電視台週六劇場（土曜ドラマ）首播，由松田翔太和戶田惠梨香主演，亦是戶田首次主演的作品。第二季在2009年11月10日至2010年1月19日於週二劇場（火曜ドラマ）播出。之後並衍生兩篇同名電影作品。

## 故事

### 第一季
誠實正直的神崎直（戶田惠梨香）從小就不會欺騙別人，也不會提防別人欺騙自己。某天回家時收到一個內有一億日元現金和一封邀請函的箱子，信中稱她已被選中參加由LGT（Liar Game Tournament）事務局舉辦的真人遊戲「LIAR GAME」的初賽。規則為兩人一組對戰，參加者會獲事務局發給一億日元作比賽使用，比賽為期一個月，期間對戰雙方可以用任何手段從對方手上將錢騙走，比賽結束時事務局會派員前來回收款項，並即場點算賽果。事務局只會收回本金，參加者在歸還一億本金後，其餘款項即可保留作為奬金。而若被對手把錢騙走以致不足一億本金，則需要負擔差額，事務局將會不惜一切向參加者追討欠款。換言之，遊戲的奬金最高達一億日元，而相反最多亦可能輸掉一億日元。比賽對手的資料並附於邀請函中，神崎的對手竟是她中學時最信任的藤澤老師（北村總一朗）。完全不想參賽的神崎不敢將巨額現金置於家中，打算將錢交到警局，但警方卻表示無權處理。無奈的神崎唯有去找藤澤老師商量，然而由於為人過於正直，全部本金竟立刻被對方騙走！當發覺被騙，徬徨之下只好再向警方求助，雖然再次不獲受理，但與她相熟的警員谷村光男（渡邊一惠）卻提議她去找即將出獄有天才詐欺師之稱的秋山深一（松田翔太）幫忙，於是神崎便到監獄外等候秋山。剛出獄的秋山本來無意援手，但卻被神崎正直無欺的性格打動，終答應助她取勝。在秋山稍施詭計下，終在事務局人員到來核算之前成功取回本金，並連同對手的一億元亦騙到手中。勝出比賽的神崎在處理好贏得的奬金後，事情似已告一段落，生活將可重回正軌，分手之前秋山警告神崎，以後無論如何都不要再和事務局扯上任何關係。無奈當收到「LIAR GAME」第二回合的通知書時，決心聽從秋山勸告的神崎卻被事務局騙到比賽會場，得知此事的秋山不齒事務局的所為，決心與對方週旋到底。為了救回神崎，與及打探事務局的底蘊，二人一同參與「LIAR GAME」第二回合，並被牽扯進入一場一場窮心竭慮、看似永無止境的欺詐遊戲中。

### 第二季
經歷了連場驚心動魄的「LIAR GAME」，以零奬金零負債的成績全身而退後，誠實正直的神崎直（戶田惠梨香）過回昔日平靜安穩的生活經已兩年。自從到了國外流浪，天才欺詐師秋山深一（松田翔太）便失去了聯絡，亦不曾再聽聞LGT事務局的消息，「LIAR GAME」似乎已從神崎的生命中淡出了。然而，隨著曾將神崎騙到會場參賽的警員谷村光男（渡邊一惠）突然帶著一億到訪，神崎的生活再次被「LIAR GAME」拖進混亂之中。谷村巧妙地利用神崎善良重情的個性，以拯救其他參加者為由成功引誘神崎參加「LIAR GAME」第四回合。而另一方面，秋山在亡母墳前亦得到遊戲主持人，也是事務局創辦人的女兒繪理（吉瀨美智子）的邀請，心知神崎必會再次參賽的秋山為要得知遊戲背後的真相，亦放心不下神崎，終決定接受邀請。分別了兩年之後，秋山、神崎、與及經常背棄盟約的戰略家—老對手福永佑司（鈴木浩介）在新的遊戲現場重遇，一起從第四回合開始，繼續這個一步一驚心的「LIAR GAME」。為要令遊戲永遠結束，秋山和神崎二人不再考慮棄權，決心要以全力戰至最後。在經歷了與一眾不同對手的連串鬥智鬥力，二人合力過關斬將，終於一路殺入到準決賽並且帶領隊伍取勝，得到了決賽的參賽資格。然而，由於神崎的善良而刻意放過對手，他們所贏得的金額只能換到兩個人參與決賽，神崎由於要對自己的堅持帶來的影響負責，決定將參賽權留給秋山和福永二人，再次從「LIAR GAME」中退出。

## 登場人物及演員

### 第一季

#### 主要角色
| 角色名稱 | 年齡 | 演員       |
| 神崎直   | 19   | 戶田惠梨香 |
| 秋山深一 | 26   | 松田翔太   |

#### 參賽者
第一回合
| 角色名稱1             | 年齡 | 職業、身份      | 演員       | 原著角色2                |
| カンザキ ナオ 神崎 直 | 19   | 大學生          | 戶田惠梨香 | (*)カンザキ ナオ 神崎 直 |
| 藤澤 和雄             | 53   | 前教師 直的恩師 | 北村總一朗 | 藤澤 和雄                |

第二回合
| 編號                                                                                 | 角色名稱1                   | 年齡 | 職業、身份        | 演員       | 同編號的原著角色2                                |
| 1                                                                                    | オオノ ワタル 大野 亘       | 26   | 魚店店員          | 坂本真     | (*)サトウ テツゾウ 佐藤 展三                     |
| 2                                                                                    | ツチダ ヤスフミ 土田 靖史   | 45   | 舊書書店店員      | 森下能幸   | (*)エダ テルユキ 江田 輝之                       |
| 3                                                                                    | ツカハラ ユウ 塚原 悠       | 不詳 | 不詳 福永的客人   | 鈴木浩介   | (*)ミヤハラ ヒトミ 宮原 瞳                       |
| 3 (代理)                                                                             | フクナガ ユウジ3            | 不詳 | 指甲美容師        | 鈴木浩介   | (*)フクナガ ユウジ 福永 佑司                     |
| 4                                                                                    | マキタ トモユキ 槙田 友幸   | 56   | 小工場社長        | 一本氣伸吾 | マツバラ フミオ 松原 丈雄                        |
| 5                                                                                    | キダ ノリユキ 木田 典之     | 48   | 商社職員          | 大高洋夫   | (*)キタムラ ヒロト 北村 廣人                     |
| 6                                                                                    | タカムラ ヨシミ 高村 良美   | 29   | 家庭主婦          | 海島雪     |                                                  |
| 7                                                                                    | サジマ ケンタ 佐島 憲太     | 34   | 演員              | 土井義雄   | マキハラ ユキ 木真原 有紀                        |
| 8                                                                                    | アソウ ヒロミ 麻生 ひろみ   | 29   | 卡車司機          | 中込佐知子 | (*)ツノダ コウスケ 角田 浩輔                     |
| 9                                                                                    | オカノ ケンヤ 岡野 健也     | 26   | 汽車工人          | 泉政行     | (*)キクザワ タカヒロ 菊澤 隆浩 (港譯: 菊澤 孝宏) |
| 10                                                                                   | キノシタ ケイゴ 木下 啓吾   | 32   | 派遣社員          | 青木一     | タムラ マキコ 田村 真紀子                        |
| 11                                                                                   | エトウ コウイチ 江藤 光一   | 28   | 音樂家            | 和田聰宏   | (*)ミウラ タカヨシ 三蒲 隆義                     |
| 12                                                                                   | カワムラ チサト 河村 千里   | 22   | 模特兒            | 水田芙美子 |                                                  |
| 13                                                                                   | ノゾエ ケイコ 野添 慶子     | 40   | 家庭主婦          | 畠山明子   | (*)フジタ シンゴ 藤田新悟                        |
| 14                                                                                   | スガワラ ユウジ 菅原 裕二   | 22   | 前男公關          | 雪島直樹   | ニシハラ レイナ 西原 玲菜 (港譯: 西原 鈴菜)      |
| 15                                                                                   | イシダ リエ 石田 梨惠       | 22   | 女公關            | 岩佐真悠子 | (*)                                              |
| 16                                                                                   | ニシノ タカヒコ 西野 隆彥   | 32   | 鮮花店店員        | 坂本三成   |                                                  |
| 17                                                                                   | カヤマ ハルミ 嘉山 春美     | 26   | 餐廳店員          | 小林喜名子 |                                                  |
| 18                                                                                   | ハナヤマ テツオ 花山 哲生   | 29   | 電視台助理導演    | 馬場佑樹   | ホソエ ジュン 細江 純                            |
| 19                                                                                   | カンザキ ナオ 神崎 直       | 19   | 大學生            | 戶田惠梨香 | (*)カンザキ ナオ 神崎 直                         |
| 20                                                                                   | イイムラ ジュンコ 飯村 純子 | 31   | 家庭主婦          | 吉村玉緒   |                                                  |
| 21                                                                                   | ナカヤ カズコ 中谷 和子     | 21   | 大學生            | 北原瞳     |                                                  |
| 22                                                                                   | タカダ ミチコ               | 不詳 | 不詳              | 田口寛子   | (*)タカダ ミチコ 高田 倫子                       |
| 22 (代理)                                                                            | アキヤマ シンイチ 秋山 深一 | 26   | 天才詐欺師 無業中 | 松田翔太   | (*)アキヤマ シンイチ 秋山 深一                   |
| 註: 電視劇版本對大部份參賽者的角色設定作出了更改，年齡及職業均以電視劇版本角色為準。 |                             |      |                   |            |                                                  |

第三回合
| 角色名稱1                   | 年齡 | 職業、身份                | 演員       | 原著角色2                                        |
| 水之國                      |      |                           |            |                                                  |
| アキヤマ シンイチ 秋山 深一 | 26   | 天才詐欺師 無業中         | 松田翔太   | (*)アキヤマ シンイチ 秋山 深一                   |
| カンザキ ナオ 神崎 直       | 19   | 大學生                    | 戶田惠梨香 | (*)カンザキ ナオ 神崎 直                         |
| フクナガ ユウジ3            | 不詳 | 指甲美容師                | 鈴木浩介   | (*)フクナガ ユウジ 福永 佑司                     |
| オオノ ワタル 大野 亘       | 26   | 魚店店員                  | 坂本真     | (*)サトウ テツゾウ 佐藤 展三                     |
| アソウ ヒロミ 麻生 ひろみ   | 29   | 卡車司機                  | 中込佐知子 | (*)ツノダ コウスケ 角田 浩輔                     |
| 火之國                      |      |                           |            |                                                  |
| ヨコヤ ノリヒコ 橫谷4       | 不詳 | 前傳銷集團老闆 秋山的仇人 | 鈴木一真   | ヨコヤ ノリヒコ 橫谷 憲彥(港譯: 橫矢 則彥)       |
| ノゾエ ケイコ 野添 慶子     | 40   | 家庭主婦                  | 畠山明子   | (*)フジタ シンゴ 藤田新悟                        |
| オカノ ケンヤ 岡野 健也     | 26   | 汽車工人                  | 泉政行     | (*)キクザワ タカヒロ 菊澤 隆浩 (港譯: 菊澤 孝宏) |
| ツチダ ヤスフミ 土田 靖史   | 45   | 舊書書店店員              | 森下能幸   | (*)エダ テルユキ 江田 輝之                       |
| キダ ノリユキ 木田 典之     | 48   | 商社職員                  | 大高洋夫   | (*)キタムラ ヒロト 北村 廣人                     |

^  注解1： 以官方網站資料為準。在劇集中，除了神崎直、秋山和藤澤外，所有參賽者的姓名只以片假名顯示。

^  注解2： 除註明外，中文翻譯以香港天下出版社譯名為準。有(*)記號者為第二回合及敗部復活戰時，直接對應原著相同編號參賽者戲份的角色。

^  注解3： フクナガ ユウジ沒有官方的漢字寫法。由於ユウジ的同音字太多，坊間一般只會翻譯其姓氏フクナガ為「福永」。

^  注解4： ヨコヤ ノリヒコ於原作漫畫第十卷中的支票上標示漢字為横谷憲彦，台灣的緯來日本台也譯為横谷。坊間亦有人譯為「橫屋」，香港天下出版社則譯為「橫矢則彥」。

#### LGT事務所工作人員
| 角色名稱        | 對應原著角色                  | 身份                      | 演員                       |
| 谷村 光男       | 谷村 光男 ネアルコ (利亞路哥) | 警察 直的諮詢對象         | 渡邊一惠                   |
| エリー 繪理     | レロニラ (尼羅利凱)           | Liar Game的主持、執行人員 | 吉瀨美智子                 |
| レロニラ        | レロニラ (尼羅利凱)           | Liar Game的莊家           | 喜山茂雄 (配音)            |
| ハセガワ 長谷川 | 原創角色                      | Liar Game的出資者之一     | 北大路欣也                 |
|                 |                               | 其他職員                  | 灰谷惠美 内田友佳 染谷夏子 |

#### 其他角色
| 角色名稱 | 對應原著角色       | 年齡 | 演員     |
| 神崎 正  | 直的父親，姓名不詳 | 45   | 福井友信 |

### 第二季

#### 主要角色
| 角色名稱 | 年齡 | 演員       |
| 神崎直   | 21   | 戶田惠梨香 |
| 秋山深一 | 28   | 松田翔太   |

#### 參賽者
第四回合
| 角色名稱1                   | 年齡 | 職業、身份        | 演員       | 原著角色2                   |
| 太陽之國                    |      |                   |            |                             |
| カンザキ ナオ 神崎 直       | 21   | 大學生            | 戶田惠梨香 | カンザキ ナオ 神崎 直       |
| アキヤマ シンイチ 秋山 深一 | 28   | 天才欺詐師 無業中 | 松田翔太   | アキヤマ シンイチ 秋山 深一 |
| フクナガ ユウジ 福永 ユウジ | 不詳 | 指甲美容師        | 鈴木浩介   | フクナガ ユウジ 福永 佑司   |
| 月之國                      |      |                   |            |                             |
| ニシタ ユウイチ 西田 勇一   | 不詳 | 不詳              | 荒川良良   | ニシタ ユウイチ 西田 雄一   |
| キクチ ショウ 菊地 翔       | 不詳 | 前拳擊手          | 真島秀和   | キクチ ショウ 菊池 章       |
| オサカ タエコ 小坂妙子      | 不詳 | 不詳              | 廣田玲央名 | オサカ タダコ 小坂 唯子     |

半決賽
| 角色名稱1                   | 年齡 | 職業、身份        | 演員       | 原著角色2                   |
| カンザキ ナオ 神崎 直       | 21   | 大學生            | 戶田惠梨香 | カンザキ ナオ 神崎 直       |
| アキヤマ シンイチ 秋山 深一 | 28   | 天才欺詐師 無業中 | 松田翔太   | アキヤマ シンイチ 秋山 深一 |
| フクナガ ユウジ 福永 ユウジ | 不詳 | 指甲美容師        | 鈴木浩介   | フクナガ ユウジ 福永 佑司   |
| 葛城リョウ                  | 28   | 大學教授          | 菊地凛子   |                             |
| 佐伯ヒロカ                  | 不詳 | 不詳              | 武井咲     |                             |

#### 第二季LGT事務所工作人員
| 角色名稱    | 對應原著角色                  | 身份                      | 演員       |
| 谷村 光男   | 谷村 光男 ネアルコ (利亞路哥) | 警察 直的諮詢對象         | 渡邊一惠   |
| エリー 繪理 | レロニラ (尼羅利凱)           | Liar Game的主持、執行人員 | 吉瀨美智子 |

## 工作人員
- 監製：志牟田徹
- 副監製：榊原妙子
- 導演：松山博昭、大木綾子、植田泰史
- 副導演：淺見真史、松山雅則、石島直彦、チェリ本克弘
- 編劇：古家和尚、高山直也(第11集)
- 助理編劇：吉高壽男
- 音樂：中田康貴 (capsule)
- 插曲：Fatboy Slim 「Right Here, Right Now」/ capsule 「Sugarless GiRL」
- 技術指導：井上治久
- 攝影：村瀬清、宮田伸
- 影像：富田祐介
- 音響：山田裕樹
- 照明：稲木健、森泉英男
- 編集：平川正治
- 音響編集：杉山英希
- MA：蜂谷博
- 選曲：泉清二
- 音響效果：竹嶋步
- 美術指導：關口保幸
- 副美術指導：宮崎薰
- 設計：坪田幸之
- 美術執行：平川泰光
- 大道具：宮本昌和
- 操作：和田幸政
- 建具：船岡英明
- 裝飾：中島佳克
- 小道具：岡田哲也
- 衣裳：真鍋和子
- 化粧：齋藤美穂
- 視覺效果：菅谷守
- 電飾：白鳥雄一
- 玻璃裝飾：竹中大悟
- 植物裝飾：後藤健
- 鮮花裝飾：宮内由美
- 字幕：小関一智
- 插畫：千原櫻子
- CG：笹生宗慶、山田益弘
- 編成：立松嗣章
- 宣傳：小出和人、遠藤恵
- 網頁：丸谷利一、伏見香織
- 靜態攝影：安藤潤一郎、米谷圭司
- 排程：佐佐木詳太
- 製作：千葉耕藏
- 製作主任：中邑元昭、羽出和也
- 記錄：島田伸子、近岡多恵子

## 各回合比賽遊戲與規則

### 第一回合(第一季電視劇第1、2集)〈原著單行本:1　話數:1-6〉
- 比賽人數:2
- 時間:1個月
- 參賽者最初持有的金額:1億元
- 規則:在期限內，不限手法，搶奪對手的一億元。時間終了後，將回收兩人的一億元，若有剩餘金錢便做為獎金，不足部分則成為負債。
- 最高獎金:1億元
- 最高負債:1億元
- 遊戲結束時，持有金額較多的一方得勝，獲得參加第二回合的機會。若要放棄參加第二回合，必須繳交獎金的一半。

### 第二回合(第一季電視劇第3-5集)〈原著單行本:2〉
- 遊戲名稱:少數決
- 比賽人數:22
- 時間:每回合6小時
- 參賽者最初持有的金額:1億元(以名牌上的鑽石代表)
- 規則:每回合提出一個是非題，所有參賽者在6小時內選擇自己的回答(Yes/No)並投票。時間終了後進行開票，少數派的一方獲勝，多數派的一方全數淘汰，並背負1億元債務。持續進行到剩下1或2名玩家為止。
- 最高獎金:21億元
- 敗者負債:1億元
- 最後獲勝的1至2名玩家，獲得參加第三回合的機會。若要放棄晉級，必須繳交獎金的一半。

### 敗者復活戰(第一季電視劇第6-8集)〈原著單行本:3〉
- 遊戲名稱:裁員遊戲
- 比賽人數:9
- 時間:每回合1小時
- 參賽者最初持有的金額:1億元(以支票代表)
- 規則:每人每回合持有5張選票，投給希望讓他晉級的玩家，不可以投給自己。允許透過支票做遊戲中的交易行為，但不可違約，否則罰款一億元。最後回收各玩家的一億元，剩餘部分做為獎金，不足部分做為負債。
- 最高獎金:8億元
- 最高負債:1億元
- 最後得票數最低的一名玩家遭淘汰，其餘8名玩家前往參加第3回合比賽。只有第1名玩家允許棄權，但必須繳交5千萬。

### 第三回合 (第一季電視劇第9-11集)〈原著單行本:4-6〉
- 遊戲名稱:走私遊戲
- 比賽人數:10(分為兩國，各5人)
- 回合數:30
- 參賽者最初持有的金額:5億元(4億存放於銀行，1億則於國內)
- 規則:兩國輪流派出走私者與檢察官，走私者要從對方國內的銀行將錢運出放置於行李箱中，每次最多走私1億元。接著兩方在檢察室中對峙，檢察官若喊出PASS，走私者就可將走私的金額帶回國內。檢察官若喊出DOUBT，且此時走私金額小於等於檢察官懷疑的金額時，走私失敗，全數金額由檢察官沒收。但若走私金額多於檢察官懷疑金額，則走私算成功。最後，若檢察官喊出DOUBT但走私者沒有走私，則檢察官必須支付懷疑金額的一半給走私者。30回合後，遊戲結束，沒有走私回來而仍存在對方的銀行的錢將歸對方所有。
- 第10、20回合時，公開兩國剩餘金額。
- 合計金額多的一方獲勝，進入第4回合比賽。

### 第四回合(第二季電視劇第1-4集)〈原著單行本:7-8〉
- 比賽人數:6(分為兩國，各3人)，各國選出前鋒，中堅及大將，進行3戰2勝對決。
- 參賽者最初持有的金額:1.5億元，替換成籌碼，每個代表1百萬。

#### 前鋒戰
- 遊戲名稱:24連發俄羅斯輪盤
- 規則:給定一把有24個彈孔的手槍，兩邊各選擇3個位置投入子彈後遊戲開始。兩邊輪流選擇是否開槍，若選擇不開槍(PASS)，第一個PASS的玩家必須拿出1枚籌碼，第二個玩家必須拿出2枚，第三個4枚，第四個8枚，第五個16枚，五次PASS後本輪結束，由裁判代為開槍，並且桌上的31枚籌碼全部沒收，接著進行下一回合。若選擇開槍但是沒有中彈，則可以取走桌上所有的籌碼。若開槍且中彈，必須支付對方50枚籌碼。6顆子彈都用完後遊戲結束，中彈次數少的一方獲勝。

#### 中堅戰
- 遊戲名稱:17 POKER(17張梭哈)
- 規則:如同梭哈的規則，兩個玩家下底注5枚籌碼後拿到5張撲克牌，進行第一輪下注，金額限制在5~15枚。接著進行換牌，將手中(不限張數)的牌與牌堆中對換，然後進行第二輪下注，最高可下注30枚。兩邊下注金額相等時比賽才成立，若有一方選擇棄牌，則底注由莊家沒收，剩餘部分由未棄牌者取回。與一般梭哈不同點在於，整個遊戲紙使用17張牌:四種花色的J、Q、K、A和鬼牌(可代替任何一張牌)
- 總共進行7輪遊戲，最後以籌碼數多的一方獲勝。

#### 大將戰
- 遊戲名稱:不旋轉的輪盤
- 規則:輪盤上只有1.2.3.4四個數字，兩邊輪流決定要將彈珠放在何處並且對任意號碼下注，而另一方必須下總和相等的籌碼，但只能下在2個位置。之後公布彈珠位置，有在該號碼下注的玩家獲勝，依照下注比例分配沒有下在該位置的籌碼。總共進行8回合遊戲。

### 準決賽:前半場
- 遊戲名稱:天使與惡魔遊戲
- 比賽人數:12
- 規則:一開始會有2名玩家以電腦隨機抽籤方式被指定為惡魔。天使與天使接觸後會產生一個十字架(和同一個人接觸多次也只能產生一個十字架)，天使與惡魔接觸後天使會變成惡魔，此時如果天使有十字架則該惡魔會變成天使。持有十字架的惡魔可以消耗1個十字架變回天使。玩家只能透過進入審判之屋確認自己的身分，其他玩家無法得知。最後持有4個以上的十字架的玩家獲勝，前往後半場比賽。

### 準決賽:後半場
- 遊戲名稱:掏金熱遊戲
- 比賽人數:12(分為兩國，各6人)
- 回合數:20
- 參賽者最初持有的金額:4億元(3億存放於銀行，1億則於國內，以金磚代表，每一個1億元)
- 規則:與走私遊戲相似，要從對方的金庫中取出金磚，並經過國界通過審判官的檢驗。每次只能選擇不搬運，或搬運1個金磚。兩國輪流盼出搬運者與審判官，審判官可以選擇PASS，則搬運成功；若審判官選擇CHECK，則金磚會被沒收，但如果此時搬運者沒有搬運金磚，審判官必須賠付1個金磚。
- 第15回遊戲後，將公布兩邊的金磚數量。最後持有較多金磚的一方獲勝，每持有14個金磚可讓1名玩家晉級決賽。

## 電視劇和原著的差異

### 故事情節
- 除了小直、秋山、高田及福永以外，第二回合參賽者的姓名、年齡、職業及形象(包括福永在內)均有大幅度更改。
- 原著中，谷村光男的職業是律師；電視劇版本中，他的職業是警察。
- 原著中，所有LGT事務所的工作人員皆戴上面具；電視劇版本中，谷村、繪里和其他女職員皆沒有戴上面具。
- 尼羅利凱只透過螢光幕亮相，其他主持及執行工作事宜由繪里負責。
- 有別於原著的冷眼旁觀，繪里有時會暗地裡介入遊戲的進行(例如通知秋山在敗部復活戰協助直)。

第一回合 (第一季電視劇第1、2集)　　〈原著單行本:1　　話數:1-6〉
| 原著                                                                    | 電視劇                                                        |
| ----------------------------------------------------------------------- | ------------------------------------------------------------- |
| 原著中的包裹只有一億日元及卡片說明                                      | 電視劇的包裹附加了說明錄影帶                                  |
| 原著中小直向谷村諮詢，他的職業是律師                                    | 電視劇版本基於谷村的職業變更， 小直到警局報失時向谷村進行諮詢 |
| 原著中小直為了等待秋山，不吃不休地待了26小時                            | 電視劇中小直的等待時間為一整晚                                |
| 在秋山和小直放假煙霧的情節中， 原著中的藤澤打電話叫朋友替他追尋火頭來源 | 電視劇中，藤澤打算致電消防局，卻不敢按下電話鍵                |
| 原著中以旁述文字交代剩餘天數                                            | 電視劇版本以藤澤家的倒數日曆紙表達                            |
| 原著中秋山易容成LGT事務所工作人員收錢                                   | 電視劇版本則改成安排另一男子假扮收錢                          |
| 原著中追收款項的LGT事務所工作人員為三名蒙面人                           | 電視劇中則由繪里及另外兩名女職員負責                          |
| 原著中LGT事務所職員以電子驗鈔機檢驗鈔票                                 | 電視劇版本沒有交代檢驗方法                                    |

*以下情節被刪去:
- 小直監視藤澤時，藤澤報警稱有古怪的人在他家附近流連

第二回合 - 少數決(第一季電視劇第3-5集)　　〈原著單行本:2〉
| 原著                                                            | 電視劇                                                                              |
| --------------------------------------------------------------- | ----------------------------------------------------------------------------------- |
| 原著中谷村戴著面具，在會場入口迎接被蒙在鼓裡的直                | 電視劇中谷村擔任載小直到會場的司機，由 繪里及兩名女職員負責迎接。                   |
| 原著參賽者為16男6女(福永易容成女性參賽)                         | 電視劇改成13男9女(福永以男性身份參賽)                                               |
| 原著中15號參賽者為男性                                          | 15號參賽者由男性變成女性                                                            |
| 原著中，奪去高田一億日圓支票的「X」形象不明                     | 電視劇中，其形象為黑色長頭髮，戴黑色禮帽、 太陽眼鏡、黑色長外衣及黑色長褲的神祕女性 |
| 原著中，高田對「X」的印象是「年輕男性」                         | 電視劇版本中，則為「女性」1                                                         |
| 原著中因為擔心收不到應得的金錢而返回比賽會場的只 有1號參賽者    | 電視劇版本則改成一男一女參賽者                                                      |
| 原著中，返回會場的小直只能透過行動電話與秋山對話 以得知比賽情況 | 電視劇中，小直和另外兩名參賽者則是被安排 以隔離的方式直接觀賽                       |
| 原著中，福永在揭露自己是「X」時，表示自己是可男 可女的「人妖」  | 電視劇中的福永則表示自己是運用小技巧發出 女性的聲音來欺騙高田                       |

*其它情節
- 尼羅利凱以「不承認遊戲以外進行的欺騙行為」為理由，在秋山勝出時，要求福永把從高田手中騙走的一億日圓支票交還予代理參賽的秋山。

^  注解1： 這影響了秋山隊伍的組合：原著為秋山、小直、其餘5名女參賽者(當時福永使用女性身份)，以及年長的4號參賽者；電視劇版本為秋山、小直及包括福永在內，隨便找來的6名男性參賽者(當時福永是男性身份)。

敗部復活戰 - 裁員遊戲 (第一季電視劇第6-8集)　　〈原著單行本:3〉
| 原著                                                                                    | 電視劇 |
| --------------------------------------------------------------------------------------- | --- |
| 原著中，尼羅利凱先介紹M Ticket的用法                                                    | 電視劇中則先說明投票規則                                                                                     |
| 原著中，秋山說詢問事務局的人得知正在舉辦敗部 復活賽，因此推測小直可能跑來參加敗部復活賽 | 電視版中，繪里暗地裡通知秋山去會場                                                                           |
| 秋山在原著中從窗戶進入小直的休息室                                                      | 電視劇版本中，他則從大門口進入                                                                               |
| 原著中秋山全程掌控賣票大權                                                              | 電視劇中，決定好投票名單的小直為了能夠 在遊戲結束後重新分配金錢，代替秋山賣票， 並以其他參賽者的餘款作賣價。 |
| 原著中敗部復活戰和第三回合相距兩星期                                                    | 電視劇中，敗部復活戰完畢後，LGT的工作人員 直接接載江藤以外的參賽者到第三回合會場                             |

*其它情節
- エリー表示小直和秋山為Liar Game的指定參賽者。

第三回合 - 走私遊戲 (第一季電視劇第9-11集)　　〈原著單行本:4-6〉
| 原著                                                 | 電視劇                                                                                           |
| ---------------------------------------------------- | ------------------------------------------------------------------------------------------------ |
| 原著把會場分為「南國」和「北國」                     | 電視劇版本則分成「水之國」和「火之國」                                                           |
| 原著中，參賽者可透過單向玻璃觀察檢查室的情況         | 電視劇版本則使用監視器                                                                           |
| 原著遊戲回合數目為50回                               | 電視劇中改為30回，並在第10及20回合後會公佈暫時賽果                                               |
| 原著每隊組合的人數為9人                              | 電視劇中每隊人數改為5人，正式比賽前主辦單位強制分組                                              |
| 原著中，菊澤和北國的其中三人勾結                     | 電視劇版本中則為大野和橫屋勾結                                                                   |
| 原著中，橫矢是菊澤國中時的轉學生                     | 電視劇版本中，橫屋的身份是三年前秋山因母親自殺而 搗破的傳銷集團的主腦，被LGT事務所安排和秋山對決 |
| 原著中，中場休息時只公佈兩國各自在敵方國家的存款總額 | 電視劇中則會公佈各參賽者的合計存款總額， 並會一直顯示在螢幕上                                    |

*其它情節
- 最後一集的回憶部份，亦加插了原著沒有的內容(例如福永的原本職業)。

第四回合 - 先鋒賽　24連發俄羅斯輪盤 (第二季電視劇第1-2集)　　〈原著單行本:7〉
第四回合 - 中堅賽　17 Poker (第二季電視劇第2-3集)　　〈原著單行本:7-8〉
第四回合 - 大將賽　不旋轉的輪盤 (第二季電視劇第4集)　　〈原著單行本:8〉
準決賽(前半場) - 天使與惡魔遊戲 (第二季電視劇第5-8集)　　〈原著單行本:9〉
準決賽(後半場) - 掏金熱遊戲(第二季電視劇第8-9集)　　〈原著單行本:9〉

## 電影

### 詐欺遊戲：最後的舞台
《詐欺遊戲：最後一關》（英語：LIAR GAME: The Final Stage），松田翔太、戶田惠梨香主演，特別遠赴金門縣拍攝。2010年3月6日於日本、8月6日於台灣、10月7日於香港上映。電影原名中「Final Stage」的字義為最後一關，是在比賽及遊戲中，指稱 總決賽的慣用語，與舞台（Stage）無關。

#### 劇情簡介
聯接電視劇第二季的大結局劇情，本己失去參與決賽資格的神崎直（戶田惠梨香），在再一次得到谷村光男（渡邊一惠）的特別邀請，終能與秋山深一（松田翔太）及福永佑司（鈴木浩介）一同到伊甸園參加總決賽－伊甸園遊戲。在總決賽中取勝將可得到終極奬金50億日元，並且將遊戲徹底終結。
然而在開賽不久，他們即發覺在比賽中隱藏著一個最強敵人Player X。正當籌謀對策時，秋山竟被淘汰出局，並且身負鉅債；與此同時，害得秋山母親自殺的仇人橫屋（鈴木一真）突然在伊甸園中出現。在如此惡劣的環境下，孤身作戰的神崎結局如何？秋山又會有何下場？最後的勝利者究竟是誰呢？

#### 伊甸園遊戲規則
- 各玩家，在到準決賽為止的獲得獎金總額可以使用在這場遊戲中（嚴格來說是強制加算）。獎金總額無上限。
- 遊戲中，各玩家各自獲得的獎金總額會在會場的電子顯示板中顯示，電子顯示板中的各玩家的姓名會以A~K的匿名來表示。
- 伊甸園遊戲是使用紅、金、銀3種不同顏色的蘋果來進行投票。其中，紅蘋果代表的是互相信任的真實的蘋果，金及銀蘋果代表的是絕不能伸手碰觸的禁忌的果實。另外，關於禁忌的果實，是用貨真價實的真金和白銀所製成的。紅蘋果是用銀蘋果塗上紅色樹酯所製成的。
- 投票時，利用事先分配給各玩家的烙印在投票室内的暖爐加熱，再將烙印印在蘋果上投票。
- 全體玩家都投紅蘋果的話，全體玩家都各獲得1億元。
- 2位以上玩家投禁忌的果實的話，投紅蘋果的玩家各損失1億元、投禁忌的果實的玩家各獲得1億元。
- 只有1位玩家投禁忌的果實的話，投禁忌的果實的玩家獲得特別獎金2億元、投紅蘋果的玩家各損失1億元。
- 只有1位玩家投紅蘋果的話，投紅蘋果的玩家損失10億元，並且會公佈該玩家的姓名。除此之外的玩家各獲得1億元。
- 全體玩家都投禁忌的果實的話，多數派的玩家各獲得1億元、少數派的玩家各損失1億元。
- 全體玩家都投相同顏色的禁忌的果實的話，全體玩家都各損失1億元。
- 投票會反覆進行13次。
- 第13次投票結束後，獲得獎金總額（含到準決賽為止的獲得獎金總額）最高的玩家優勝。可獲得 LIAR KING 的稱號，以及50億元的獎金。

注意事項
- 每一次的投票時間是1小時。但是，全體玩家都投完票的話，該次投票時間會立刻結束、立刻進行開票。
- 被投票的蘋果是屬於誰投的是以在蘋果上的姓名烙印為準。
- 被投票的蘋果會以機器自動統計。
- 同一姓名的蘋果出現2個及以上時，投票有效的只有第1個蘋果。
- 蘋果只要有2種，這遊戲就成立。就算其中1種不能使用也沒有問題。
- 投票室每次只允許1位玩家進去。
- 投票時間内沒有進去投票室的玩家會被罰款1億元。
- 投完票的玩家，在到下一次的投票時間為止無法進去投票室。
- 不能用任何書面或其它方式強迫其他玩家投票。
- 負債達到5億元的玩家會被移送到失樂園（淘汰）。但是，如果有哪個人（非遊戲中的玩家也可以）願意承擔債務的話，該玩家可繼續進行遊戲。
- 有任何不正當行為或違反遊戲規則導致遊戲無法進行下去時，優勝獎金50億元沒收、全體玩家各罰款10億元，遊戲立刻結束。
- 為防止玩家以分配優勝獎金50億元為前提進行遊戲，遊戲結束後，各玩家之間不得有任何金錢轉移。
- 與之前的遊戲不同，遊戲結束後，立刻進行獎金發放以及償還負債。

電影續集『詐欺遊戲：reborn(再生)』於2012年3月3日上映。

#### 人物
- 神崎直 - 戶田惠梨香 飾
- 秋山深一 - 松田翔太 飾
- 仙道アラタ - 田邊誠一 飾
- 福永ユウジ - 鈴木浩介 飾
- 西田二郎 - 荒川良良 飾
- 坂巻マイ - 濱田麻里 飾
- 江藤光一 - 和田聰宏 飾
- 武田ユキナ - 關惠美 飾
- 百瀬ノリカ - 秋本祐希 飾
- 久慈サトシ - 永山絢斗 飾
- ヨコヤノリヒコ - 鈴木一真 飾
- 五十嵐衛 - 松村雄基 飾
- 繪里 - 吉瀨美智子 飾
- 谷村光男 - 渡邊一惠 飾

### 詐欺遊戲：再生
- 『詐欺遊戲：再生』(英語：LIAR GAME REBORN)於2012年3月3日只於日本上映
- 某一天，大學生篠宮優收到了一份秘密信件。裡面除了1億日元之外，還有一張關於Liar Game的案內狀。不知如何是好的小優，只能向其他人發生求救。而求救的對象卻是只見過沒幾次面的秋山深一。這次的比賽總價值20億日元，主題為“搶椅子大賽”，此次的Liar Game究竟又是怎樣的結局呢？

#### 劇情簡介
- 1.起源:兩年前，詐欺遊戲事務局(LGT)被摧毀，造成出資者巨大的損失，這次有一名出資者將捲土重來，試圖向當年贏得比賽的秋山深一復仇。
- 2.主要參賽者:
- ⑴篠宮優:一名帝都大學的畢業生，突然收到一億元，並註明開封後即不准退賽，詢問秋山教授後只說是騙人的，但是深怕因此負債一億的她因此參賽。
- ⑵秋山深一:帝都大學的教授，因為福永告知篠宮優已經參賽，嘴巴上雖然說與他無關，但仍因此參賽。
- 3.比賽項目:搶椅子遊戲

有二十個參賽者要爭奪十五張椅子，以每一輪消掉一張椅子的方式無限循環，直到選出優勝者，可得二十億元，其餘輸家則負債一億，配備有二十枚刻有自己姓名的金幣，名牌一只，地圖一張，手錶一隻。
- 4.規則:
- ⑴一開始有三十分鐘的作戰時間，此時可做任何事，包含找椅子，結束前一分鐘有就坐警報，時間結束尚未就坐立即淘汰。
- ⑵然後有十分鐘的時間回大廳投票，投票時間有五分鐘，票數最高者為莊家，莊家可指定要消掉哪張椅子，接著又是三十分鐘的作戰時間，持續循環。
- ⑶出局者仍可投票。
- ⑷票數平手即流局，將以不消去任何椅子的方式重新開始。
- ⑸禁止一切暴力，一旦動粗立即淘汰，出局者動粗則增加一億負債。
- ⑹不可連續二次坐在同張椅子上，不過只要不連續，同張椅子想坐幾次皆可。
- ⑺優勝者可用刻有自己姓名的金幣以一枚換一億的方式領獎。
- 5.內容:搶椅子遊戲的真面目其實是奪國遊戲(建造一個國家，以同伴互換椅子的方式晉級，並在投票時集中選票贏得莊家，消掉國家以外的椅子)，最初已成立的國家分別有
- ⑴秋山國(秋山深一、篠宮優、阪卷麻衣、赤城小曲、月乃繪美)
- ⑵張本國(張本建志、木村慧、阿布由紀子、三家本彌迦舒、酒井誠)
- ⑶桐生國(桐生伸照、猿川建次、犬塚健二)

#### 主要演員
1.LGT事務局	
- アリス／	蘆田愛菜
- 谷村光男／	渡邊一惠
- 福永ユウジ／	鈴木浩介

2.主催者
- Ω／	江角真紀子

3.參賽者
- 秋山深一／	松田翔太
- 篠宮優／	多部未華子
- 赤城コウタ／	要潤
- 月乃エミ／	小池榮子
- 張本タカシ／	船越英一郎
- 木村ケイ／	桝木亞子
- 三家本ミカ／	上野夏妃
- 阿部ユキコ／	齋藤陽子
- 酒井マコト／	川村陽介
- 桐生ノブテル／	新井浩文
- 猿川ケンジ／	高橋喬治
- 犬塚エイコ／	野波麻帆
- 嶋タカヒロ／	池田鐵洋
- 斉木カケル／	青木忠宏
- 村田テツヤ／	前田健
- 津村アキラ／	上原敏郎
- 和田タツジ／	大野拓朗
- 下原田オサム／	龍星涼
- 安川ノリヒコ／	春海四方
- 坂巻マイ／	濱田麻里

## 番外篇
詐欺遊戲 第零章 (Liar Game Episode Zero)
詐欺遊戲 第零章分成三個故事分別有神崎直、秋山深一、橫谷紀彥都描述七年前還沒進入遊戲時候的故事
- 第零章收錄在詐欺遊戲2DVD中的特典

詐欺遊戲X (Liar Game X)
電影詐欺遊戲最後舞臺的前續
福永佑司VS橫谷紀彥
BS日本電影専門頻道開局記念、於BSスカパー!2012年2月24日播出，交代出福永成為事務局的一員的原由。

也是詐欺遊戲 再生的前續
- 二年前，LGT事務局被摧毀，出資者甚感不滿，決定向當時的參賽者復仇。福永佑司第一個收到邀請函並接受挑戰。福永輸掉比賽並負債一億，就這樣，為了還債，福永成為事務局的一員

遊戲內容taboo game(禁忌遊戲)
- 規則
- ⑴一開始每人均有裝著一億的箱子與2個空箱子
- ⑵擲硬幣決定先攻或後攻
- ⑶遊戲只有進攻方才能搶錢，而且必須將搶來的錢放進自己的箱子，不可只搶錢或直接搶走防守方的箱子
- ⑷禁止一切暴力
- ⑸防守方須使用「禁忌」保護錢
- ①防守方在禁忌卡上寫上三個禁忌，並設置其中一個為真正的禁忌，其餘二個是假禁忌
- ②真正的禁忌只能用一次，假禁忌可無限使用
- ③進攻方違反禁忌則出局，須支付敵方一億元，防守方違反禁忌也算出局，須支付敵方一億元
- ④當有一方出局後，所有禁忌皆可重新使用
- ⑹同一人第二次出局稱「殘酷的失敗」，無論負債如何，勝方得一億，敗方負一億
- ⑺進攻方有十五分鐘的時間，亦可按「完成鈕」選擇不搶錢
- ⑻當進攻方未搶走錢且未按下「完成鈕」就不可填禁忌卡，真正的禁忌將由電腦以前一局剩餘的假禁忌隨機選為真禁忌
- ⑼比賽一共四回合，若平手則進行無限制延長，直到分出勝負
- 本遊戲所有內容均為原創

愛麗絲 IN 詐欺遊戲 (Alice in Liar Game)
於富士電視台2012年3月5日至8日連4集播出，交代出愛麗絲成為事務局的一員的原由。
- 愛麗絲 - 蘆田愛菜
- 奧村清美 - 紺野真晝
- 山口孝則 - 尾崎右宗
- 安惠 - 岡野真那美
- Riel - 陽月華
- 福永佑司 - 鈴木浩介

## 作品的變遷
| 日本 富士電視台 週六11時           | 日本 富士電視台 週六11時                   | 日本 富士電視台 週六11時 |
| ---------------------------------- | ------------------------------------------ | ------------------------ |
|                                    | 詐欺遊戲 （2007年4月14日 - 2007年6月23日） |                          |
| （2006年10月14日 - 2007年3月24日） | Life （2007年6月30日 - 2007年9月15日）     |                          |

| 日本富士電視台系列 火九連續劇                       | 日本富士電視台系列 火九連續劇                    | 日本富士電視台系列 火九連續劇 |
| --------------------------------------------------- | ------------------------------------------------ | ----------------------------- |
|                                                     | 詐欺遊戲 2 （2009年11月10日 - 2010年1月19日）    |                               |
| 粉紅系男孩〜秋〜 （2009年10月13日 - 2009年11月3日） | 決定不哭的日子 （2010年1月26日 - 2010年3月16日） |                               |

| 臺灣 緯來日本台 富士哈日劇 週一至週五 晚間21:00至22:30（一次播出兩集）                               | 臺灣 緯來日本台 富士哈日劇 週一至週五 晚間21:00至22:30（一次播出兩集） | 臺灣 緯來日本台 富士哈日劇 週一至週五 晚間21:00至22:30（一次播出兩集） |
| --- | ---------------------------------------------------------------------- | ---------------------------------------------------------------------- |
| | 詐欺遊戲 （2008年8月28日 - 2008年9月8日）                              |                                                                        |
| 求婚大作戰 （2008年8月11日 - 2008年8月25日） 求婚大作戰之嫁給我吧! （2008年8月26日 - 2008年8月27日） | 我的野蠻媽咪 （2008年9月9日 - 2008年9月22日）                          |                                                                        |
| 週一至週五 每晚11點 一番偶像劇                                                                       |                                                                        |                                                                        |
| 東京DOGS （2010.7.15 - 2010.7.28）                                                                   | 詐欺遊戲2 （2010.7.29 - 2010.8.10）                                    | 空中急診英雄 特別篇+2 （2010.8.11 - 2010.8.27）                        |
| 週一至週五 每晚9點 （雙時段撥出）                                                                    |                                                                        |                                                                        |
| 東京DOGS （2010.7.16 - 2010.7.29）                                                                   | 詐欺遊戲2 （2010.7.30 - 2010.8.11）                                    | 空中急診英雄 特別篇+2 （2010.8.12 - 2010.8.30）                        |

| 香港 有線電視娛樂台 週一至週五 每晚11點 劇力無限11點 | 香港 有線電視娛樂台 週一至週五 每晚11點 劇力無限11點 | 香港 有線電視娛樂台 週一至週五 每晚11點 劇力無限11點 |
| ---------------------------------------------------- | ---------------------------------------------------- | ---------------------------------------------------- |
|                                                      | 詐欺遊戲 （2008年5月2日 - 2008年5月15日）            |                                                      |
| —                                                    | 壽司王子 （2008年5月15日 - ）                        |                                                      |
| 週一至週五 每晚10點                                  |                                                      |                                                      |
| Voice：法證新世代 (重播) （2010.8.25 - 2010.9.8）    | 詐欺遊戲2 （2010.9.9 - 2010.9.21）                   | 福爾摩斯大顯神通 （2010.9.22 - 2010.9.24）           |